# Aidia borneensis
Aidia borneensis är en måreväxtart som beskrevs av Colin Ernest Ridsdale. Aidia borneensis ingår i släktet Aidia och familjen måreväxter. Inga underarter finns listade i Catalogue of Life.